# KkStB 59
| kkStB 59 / BBÖ 59 / ČSD 324.2 / FS 127 / PKP Th24 / ÖBB 353         | kkStB 59 / BBÖ 59 / ČSD 324.2 / FS 127 / PKP Th24 / ÖBB 353 | kkStB 59 / BBÖ 59 / ČSD 324.2 / FS 127 / PKP Th24 / ÖBB 353 | kkStB 59 / BBÖ 59 / ČSD 324.2 / FS 127 / PKP Th24 / ÖBB 353 |
| ------------------------------------------------------------------- | ----------------------------------------------------------- | ----------------------------------------------------------- | ----------------------------------------------------------- |
|                                                                     |                                                             |                                                             |                                                             |
| kkStB 59.144 auf der Drehscheibe in Sankt Michael in Obersteiermark |                                                             |                                                             |                                                             |
| Technische Daten                                                    |                                                             |                                                             |                                                             |
| Hersteller                                                          | BMMF, Floridsdorf, StEG, Wr. Neustadt                       | BMMF, Floridsdorf, StEG, Wr. Neustadt                       |                                                             |
| Bauart                                                              | Cn2v                                                        | Cn2v                                                        |                                                             |
| Zylinder-Ø                                                          | 500/740 mm                                                  | 500/740 mm                                                  |                                                             |
| Kolbenhub                                                           | 632 mm                                                      | 632 mm                                                      |                                                             |
| Treibrad-Ø                                                          | 1258 mm                                                     | 1258 mm                                                     |                                                             |
| Laufrad-Ø vorne                                                     | –                                                           | –                                                           |                                                             |
| Laufrad-Ø hinten                                                    | –                                                           | –                                                           |                                                             |
| fester Radstand                                                     | 3160 mm                                                     | 3160 mm                                                     |                                                             |
| Gesamtradstand                                                      | 3160 mm                                                     | 3160 mm                                                     |                                                             |
| Gesamtradstand + Tender                                             | 10624 mm                                                    | 10624 mm                                                    |                                                             |
| Anzahl d. Rohre                                                     | 186                                                         | 188                                                         |                                                             |
| Heizfl. d. Rohre                                                    | 124,0 m²                                                    | 125,4 m²                                                    |                                                             |
| Heizfl. d. Feuerbüchse                                              | 8,0 m²                                                      | 8,6 m²                                                      |                                                             |
| Rostfl.                                                             | 1,81 m²                                                     | 1,81 m²                                                     |                                                             |
| Dampfdruck                                                          | 10/12                                                       | 12                                                          |                                                             |
| Gewicht (leer)                                                      | 37,5 t                                                      | 37,5 t                                                      |                                                             |
| Adhäsionsgewicht                                                    | 42,0 t                                                      | 42,0 t                                                      |                                                             |
| Dienstgewicht                                                       | 42,0 t                                                      | 42,0 t                                                      |                                                             |
| Tender                                                              | 8, 10, 18, 22, 31, 34, 36, 40, 66                           | 8, 10, 18, 22, 31, 34, 36, 40, 66                           | 8, 10, 18, 22, 31, 34, 36, 40, 66                           |
| Länge                                                               | 15,105 m                                                    | 15,105 m                                                    |                                                             |
| Höhe                                                                | 4,570 m                                                     | 4,570 m                                                     |                                                             |
| Vmax                                                                | 50 km/h                                                     | 50 km/h                                                     |                                                             |

Die Dampflokomotivreihe kkStB 59 war eine Güterzug-Schlepptenderlokomotivreihe der k.k. Staatsbahnen (kkStB).

## Geschichte
Diese Lokomotivreihe war die erste Schöpfung Karl Gölsdorfs.
Sie war zwar in ihren Abmessungen ähnlich der Vorgängerreihe 56, besaß wie diese Innenrahmen, hatte aber äußere Heusinger-Steuerung und ein Verbundtriebwerk.
Sie war damit auch die erste österreichische Lokomotivreihe mit Verbundtriebwerk.
Damit war sie den bis dahin gebräuchlichen dreifach gekuppelten Güterzuglokomotiven in einem unübersehbaren Maße überlegen.
Äußerlich machte sich positiv bemerkbar, dass Gölsdorf den sattelförmigen Sandbehälter der Reihe 56 durch einen Sanddom ersetzte.
Die kkStB reihte von 1893 bis 1903 193 Stück in ihren Bestand ein.
An der Lieferung der Maschinen waren alle österreichischen Lokomotivfabriken beteiligt.
Sie wurden im gesamten Gebiet der Monarchie eingesetzt.
Nach dem Ersten Weltkrieg kamen Vertreterinnen der Reihe zur ČSD als Reihe 324.2 (30 Stück), zur PKP als Reihe Th24 und zur FS als 127.
Zur BBÖ kamen 36 Exemplare.
Nach dem Anschluss Österreichs an das Deutsche Reich 1938 ordnete die Reichsbahn nur mehr vier Stück als 53 7201–04 ein.
Sie wurden im Verschub in Wien Süd, Knittelfeld und St. Michael eingesetzt.
Den Zweiten Weltkrieg überlebte nur eine Maschine, die die ÖBB als 353.7204 einreihte und 1955 ausschied.